# Polydirektionalität
Polydirektionalität (in etwa: vielfache Ausrichtung) ist die Weiterführung der Bidirektionalität in vernetzten Strukturen. Der Begriff findet vor allem in medientheoretischen Diskursen Verwendung und bezeichnet die umfassenden Kommunikationsmöglichkeiten moderner Kommunikationsnetzsysteme wie des World Wide Web:
- jeder Teilnehmer kann Rezipient oder Kommunikator sein
- Feedback von Rezipient zu Kommunikator ist unmittelbar möglich
- es können mehrere Kommunikationsprozesse unterschiedlicher Art (interpersonal, unidirektional, bidirektional, Massenmedium) auf demselben Kommunikationskanal ablaufen.

In den Anfängen der Telekommunikation wurde häufig versucht, die Rolle von Rezipient und Kommunikator, wie in Massenmedien üblich, als im Wesentlichen unidirektional festzuschreiben. Diese Konzepte haben sich jedoch nicht durchsetzen können (z. B. BTX) bzw. gingen in polydirektionalen vernetzten Kommunikationsstrukturen wie dem World Wide Web auf.